# Mazda Hakaze
Mazda Hakaze Concept é um carro-conceito que foi revelado no início de fevereiro de 2007. Seus principais elementos de uma nova linguagem de design desenvolvido pelo Design Nagare, da Mazda, por Laurens van den Acker, diretor de dDesign da Mazda Global. Ele se traduz em " fluxo". Este elemento tem sido usado em outros carros da Mazda posteriores, tais como: Mazda Nagare, Ryuga Mazda e Mazda Kabura.
O Mazda Hakaze Concept foi concebido para ter a aparência de um cupê, a funcionalidade de um Crossover SUV ou CUV, apesar de ter a  capacidades de condução de um roadster.

## Características
O carro não tem maçanetas, câmeras no lugar de espelhos, efeitos de iluminação, portas de tesoura, e um telhado parcialmente removível.
Em seu interior há quatro assentos, fazendo um pouco de um formato 2 + 2. Há um console central envolvente. Tudo dentro pode ser ajustado às necessidades específicas do condutor, uma vez que elas são definidas as configurações são armazenadas em um cartão de Bluetooth. Quando o motorista ativa o carro usando o cartão, todas as suas preferências pessoais são ajustadas automaticamente.